# エゼキエル・ワルトヴォ
エゼキエル・ワルトヴォ（Ezekiel Wartovo）はパプアニューギニアの男子陸上競技選手。専門は短距離走。
1991年にポートモレスビーで開催されたサウスパシフィックゲームズに出場し、100mで金メダルを獲得した。